# Бельгия на «Евровидении-1998»
Бельгия принимала участие в сорок третьем выпуске телевизионного конкурса Евровидение-1998, который состоялся 9 мая в Бирмингеме, Великобритания. Страна вернулась на конкурс после годового перерыва, связанного с действовавшим на тот момент правилом о квалификации, согласно которому страны, имеющие низкий средний балл за предыдущие четыре конкурса, не допускались к участию в 1997 году. Бельгию представляла юная певица Мелани Коль с песней Dis oui ("Скажи да"), написанной певцом-сонграйтером Филиппом Сваном. По итогам голосования она заняла шестое место из 25, набрав 122 балла. Это был первый с 1986 года высокий результат Бельгии на Евровидении. Благодаря ему, стране удалось пройти квалификацию на участие в конкурсе 1999 года. Поэтому, Dis oui стала предшественницей бельгийской заявки на Евровидение-1999 Like the Wind в исполнении Ванессы Чинитор. Конкурс был показан двумя региональными вещателями: RTBF на канале La Une с комментариями на французском языке Жан-Пьера Готье  и VRT на канале VRT 1 с комментариями на голландском языке Андре Вермёлена и Андреа Кроненбергс. Глашатаем, объявлявшим очки бельгийцев в финале, была Мари-Элен Вандерборг.

## Предыстория
К моменту участия в конкурсе 1998 года Бельгия принимала участие в Евровидение 40 раз, с момента своего дебюта как одна из семи оригинальных стран в первом выпуске 1956 года. За это время страна выигрывала конкурс лишь однажды: в 1986 году с песней J'aime la vie в исполнении Сандры Ким. Бельгия также организовывала Евровидение однажды: в 1987 году во Дворце Столетия в Брюсселе. Кроме того, страна дважды пропускала конкурс по причине плохого результата и низкого среднего балла: в 1994 и 1997 годах. На Евровидение-1996 фламандская певица Лиза дель Бо заняла 16-е место с песней Liefde is een kaartspel, набрав 22 балла.

## До «Евровидения»

### Finale Nationale Concours Eurovision de la Chanson 1998
Начиная с 1956 года организация отбора заявки на Евровидение шла между двумя региональными вещателями Бельгии: RTBF в Валлонии и VRT во Фландрии. До 1994 года RTBF отвечал за организацию по чётным годам, а VRT - по нечётным. В 1994 году из-за недопуска Бельгии очерёдность поменялась, и RTBF стала организовывать отбор по нечётным годам, а VRT - по нечётным. В 1997 году очерёдность поменялась снова, и для участия на Евровидении-1998 RTBF отвечало за организацию отбора заявки. В конце 1997 года RTBF объявило об организации национального финала под названием Finale Nationale Concours Eurovision de la Chanson и открыло приём подачи заявок. 12 декабря 1997 года руководитель отдела эстрады и развлечений RTBF Пьер Мейер объявил список участников Finale Nationale Concours Eurovision de la Chanson. Финал состоялся 13 марта 1998 года в телестудии La Une в Брюсселе. Ведущим был Жан-Пьер Готье. Десять песен прозвучало во время финала, а победитель определялся посредством публичного телеголосования из пяти провинций Валлонии, Брюсселя и т.н. "остальной части Бельгии", под которой подразумевались провинции Фландрии. При этом голоса Намюра и Люксембурга были объединены в один блок.
| Порядковый номер | Исполнитель          | Название песни              | Автор(ы)                                    | Голоса | Место |
| ---------------- | -------------------- | --------------------------- | ------------------------------------------- | ------ | ----- |
| 1                | Алексис              | Rien qu'une passagère       | Жак Браун, Алексис Вандерхейден             | 2,661  | 5     |
| 2                | Бетти                | Ferme la porte à tes larmes | Пьер Теунис                                 | 1,761  | 7     |
| 3                | Валери Буггеа        | Dans quel monde             | Даниэль Виллем, Жозеф Рейнартс, Дамир Керич | 1,131  | 10    |
| 4                | Курт Клозе           | Ton image                   | Курт Клозе                                  | 2,503  | 6     |
| 5                | Мелани Коль          | Dis oui                     | Мелани Коль                                 | 15,424 | 1     |
| 6                | Ален Колард и Сабрин | Pour t'entendre encore      | Ален Колард                                 | 2,700  | 4     |
| 7                | Майра                | Ma séduction                | Кристиан Видаль, Вота, М. Полс              | 1,217  | 9     |
| 8                | Les Mas              | Ils sont là                 | Асукулу Юну Мукалай                         | 11,021 | 2     |
| 9                | Дида Роббер          | Tant besoin de toi          | Люк Мурине                                  | 1,227  | 8     |
| 10               | Манон Селин          | Tu es libre                 | Мартин Куньон, Аделин Дельтенре             | 4,831  | 3     |

## На «Евровидении»
Согласно действовавшим на тот момент правилам конкурса к участию на Евровидение допускались только страна-победительница прошлого выпуска, страны, имеющие высокий средний балл за предыдущие пять лет и те страны, которые не участвовали в прошлом выпуске, но транслировали его. Поскольку Бельгия не участвовала в предыдущем выпуске, но транслировала его, то она была допущена. 13 ноября 1997 года состоялась жеребьёвка по распределению очереди выступлений, и Бельгия выступила под номером 20, между Швецией и Финляндией. Перед конкурсом букмекеры сообщили, что Мелани Коль является одной из фавориток на победу, наряду с участниками из Великобритании, Швеции, Мальты и Нидерландов. По итогам голосования она заняла шестое место из 25, набрав 122 балла, включая максимальные 12 баллов от Польши. Почти все страны, за исключением Хорватии и Румынии, отдали Мелани Коль хотя бы один балл. Это был первый с 1986 года высокий результат Бельгии на Евровидении. Благодаря ему, стране удалось пройти квалификацию на участие в конкурсе 1999 года. 12 баллов бельгийские телезрители присудили Нидерландам.

### Голосование
| Очки      | Страна                                                                |
| --------- | --------------------------------------------------------------------- |
| 12 баллов | - Польша                                                              |
| 10 баллов | - Нидерланды                                                          |
| 8 баллов  | - Португалия                                                          |
| 7 баллов  | - Великобритания - Ирландия - Испания - Норвегия - Словакия - Франция |
| 6 баллов  | - Кипр - Македония - Словения - Эстония                               |
| 5 баллов  | - Израиль                                                             |
| 4 балла   | - Германия - Греция - Швейцария                                       |
| 3 балла   | - Венгрия - Мальта                                                    |
| 2 балла   | - Швеция                                                              |
| 1 балл    | - Турция                                                              |

| Очки      | Страна         |
| --------- | -------------- |
| 12 баллов | Нидерланды     |
| 10 баллов | Израиль        |
| 8 баллов  | Мальта         |
| 7 баллов  | Германия       |
| 6 баллов  | Великобритания |
| 5 баллов  | Хорватия       |
| 4 балла   | Норвегия       |
| 3 балла   | Испания        |
| 2 балла   | Кипр           |
| 1 балл    | Португалия     |